# Schwerter des Königs – Zwei Welten
Schwerter des Königs – Zwei Welten (Originaltitel: In the Name of the King 2: Two Worlds) ist ein Fantasy-Abenteuerfilm aus dem Jahr 2011 von Regisseur Uwe Boll mit Dolph Lundgren in der Hauptrolle. Der Film basiert auf dem Computerspiel Dungeon Siege. Es ist die Fortsetzung von Schwerter des Königs – Dungeon Siege.

## Inhalt
Granger ist ein ehemaliger Soldat und lebt zurückgezogen in einer Großstadt. Er wird plötzlich von zwei Männern angegriffen, die ihn töten wollen. Die Zauberin Elianna eilt zur Hilfe und schickt mit ihrem Zauber Granger ins Königreich Ehb. Granger erfährt, dass er ein Nachfahre des Farmers und die letzte Hoffnung auf Frieden ist. Es kommt zu einer großen Schlacht, in der Granger das Königreich Ehb vor den gefährlichen Monstern verteidigen muss.

## Kritik
- Lexikon des internationalen Films: „Schnell gefertigtes No-Budget-Fantasy-Abenteuer, das sein Potenzial nie nutzt.“[1]
- Auf IMDb erhielt der Film 3,1 von 10 Punkten.
- Cinema bezeichnete den Film als „Zwei Welten ohne Sinn, Verstand oder Spannung“.[2]

## Fortsetzung
2014 erschien eine Fortsetzung unter dem Titel Schwerter des Königs – Die letzte Mission auf DVD.